# Schraalgrasjager
De schraalgrasjager (Leptogaster guttiventris) is een vliegensoort uit de familie van de roofvliegen (Asilidae). De wetenschappelijke naam van de soort is voor het eerst geldig gepubliceerd in 1842 door Zetterstedt.

## Uiterlijk
Net als de andere grasjagers heeft de Schraalgrasjager een zeer langgerekt bestoven achterlijf dat onder de vleugels uitsteekt.
Het achterlijf heeft donkere dwarsbanden. De soort kan 13mm lang worden. De steeksnuit is zwart en de dijen van de achterpoten 
hebben een donkere ring. Hierdoor is het onderscheid te maken met de twee andere grasjagers die in Nederland voorkomen.
Bij de gewone grasjager Leptogaster cylindrica ontbreekt de duidelijke ring op de achterdij en bij de kleinere Zuidelijke grasjager Leptogaster subtilis is de steeksnuit geel.

## Leefwijze
De Schraalgrasjager kan van mei tot oktober gevonden worden in graslanden, in bossen en langs bosranden op zandgronden. 
Bij voorkeur jagen ze vanaf grassprieten maar er worden ook prooien in de lucht gegrepen.

## Leefgebied
De soort komt in heel Europa voor en is in Nederland en België vrij zeldzaam.

## Afbeeldingen

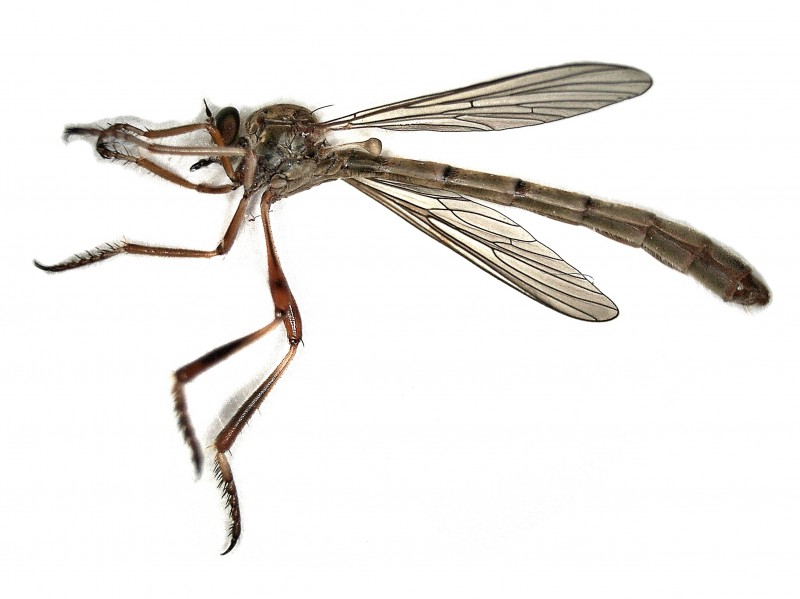
zijkant
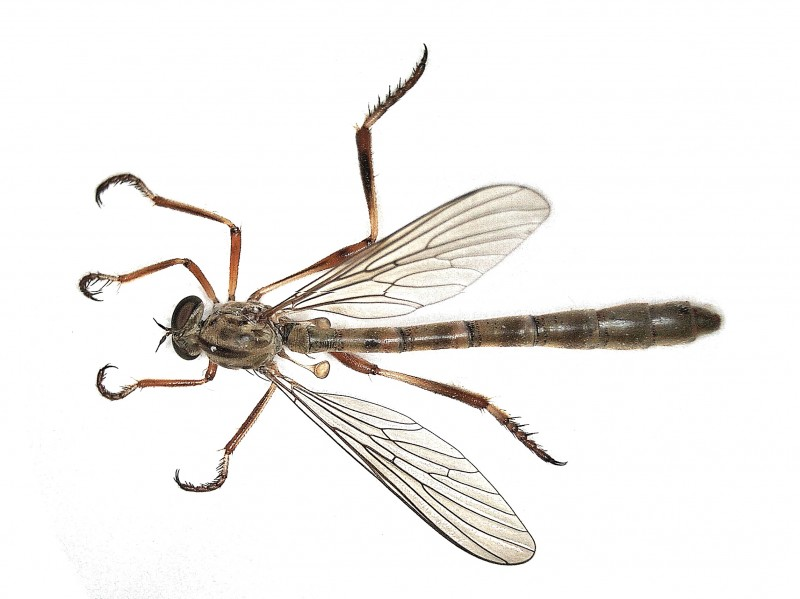
bovenkant
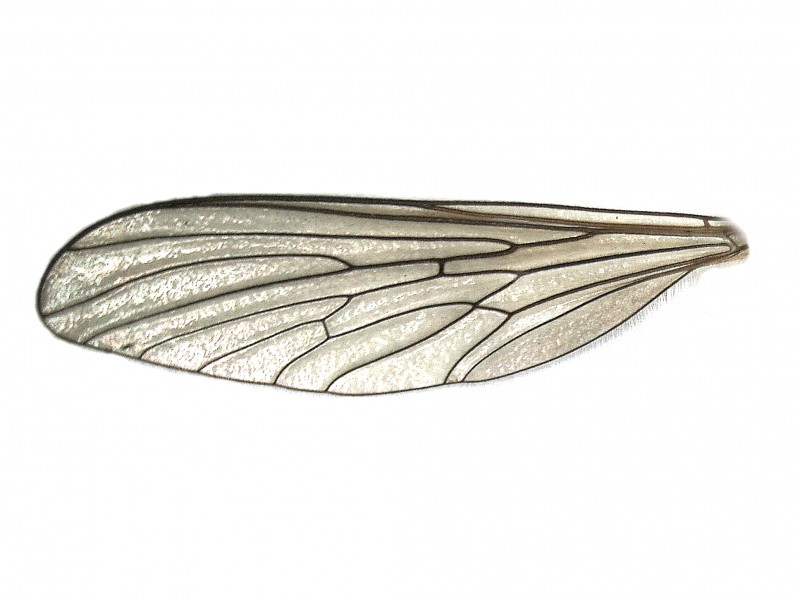
vleugel